# (Traum)Job gesucht
(Traum)Job gesucht (Originaltitel: Post Grad) ist eine US-amerikanische romantische Filmkomödie von Vicky Jenson aus dem Jahr 2009.

## Handlung
Ryden Malby ist eine junge College-Absolventin mit einem festen Plan: Sie will unbedingt den Job als Redaktionsassistentin beim berühmten Buchverlag Happerman & Browning in Los Angeles. Voller Überzeugung mietet sie bereits eine Wohnung. Ihr bester Freund Adam Davies fährt Ryden zum Vorstellungsgespräch, das jedoch sehr kurz verläuft. Zudem trifft sie Jessica Bard, ihre Erzfeindin seit der 3. Klasse, die mit den besten Empfehlungen kommt und letztlich diesen Job auch erhält.
Enttäuscht zieht Ryden zurück zu ihren Eltern. Trotz intensiver Arbeitssuche bekommt sie weiterhin nur Absagen. Daraufhin erzählt ihr Vater, dass er sich im Gürtelschnallengeschäft selbständig machen will und bietet ihr die Stelle als stellvertretende Geschäftsführerin an, was sie aber ablehnt.
Im Gespräch mit dem brasilianischen Nachbarn David Santiago, der Werbespots dreht und dem sie auch körperlich näher kommt, bietet dieser Ryden eine Stelle als Produktionsassistentin an. An ihrem ersten Arbeitstag kündigt David jedoch, so dass somit auch sie wieder arbeitslos ist. Beide verbringen den Abend am Strand, wobei Ryden die Einladung von Adam vergisst, der an diesem Abend seinen ersten Auftritt als Musiker hat. Adam, der mehr für Ryden empfindet, wartet danach vor ihrem Elternhaus auf sie, gesteht seine Liebe und kündigt ihr tief enttäuscht die Freundschaft.
In den nächsten Tagen versucht Ryden verzweifelt Adam zu erreichen, jedoch ohne Erfolg. Völlig unerwartet erhält sie dann einen Anruf von Happerman & Browning, die ihr doch den Job anbieten, da Jessica gekündigt wurde. Überglücklich tritt sie die Arbeitsstelle an. Nachdem Adam ihr mitteilt, dass er in New York Jura studieren wird und sie von David erfährt, dass er zurück nach Brasilien zieht, weil es wichtigere Dinge als den Beruf im Leben gibt, wird sie nachdenklich.
Nach einiger Zeit trifft sie die Entscheidung um Adam zu kämpfen. Sie packt ihre Koffer, besucht ihn und gesteht ihm ihre Liebe. In der Schlusseinstellung küssen sie sich.

## Kritik
„Warmherzige Komödie nach bewährtem Muster, in dem Nachwuchs-Star Alexis Bledel, lange Zeit als eines der Gilmore Girls erfolgreich, die sympathische Heldin gibt, die von einer chaotischen, trotzdem netten Familie genervt, aber natürlich auch geliebt wird. In der ein wenig altmodisch anmutenden Produktion von Komödienspezialist Ivan Reitman spielt außerdem Michael Keaton. Gutmütiges Feelgoodmovie.“

„Hat man ein Alter von 15 Jahren überschritten, dann dürfte man der Zielgruppe des Filmes entwachsen sein. (Traum)Job gesucht ist ein naives Coming-of-Age-Filmchen für die jüngere Generation, das an seinen unsympathischen Figuren, der schwachen Hauptdarstellerin und vor allen Dingen der klischeelastigen Vorhersehbarkeit krankt.“

„Eine College-Absolventin träumt von einer Stelle als Lektorin, die ihr zunächst von einer Mitbewerberin weggeschnappt wird. Darauf quartiert sie sich bei deren schrullig-warmherziger Familie ein. Aus der solide entwickelten Geschichte um die Nöte postgraduierter Akademiker vermag die Inszenierung keine Funken zu schlagen. Der lustlos heruntergedrehte Film weist zwar gute Darsteller auf, verärgert aber obendrein durch seine reaktionäre Schlussvolte.“

## Hintergrund
(Traum)Job gesucht wurde vom 10. Dezember 2007 bis 14. Februar 2008 in Los Angeles und Malibu mit einem Budget von geschätzten 15 Millionen $ gedreht. Der Film feierte am 13. August 2009 in den USA Premiere, in Deutschland wurde er am 3. Dezember 2009 erstaufgeführt. Weltweit spielte er insgesamt 6.414.729 $ ein. Die Hauptrolle der Ryden Malby war ursprünglich mit Amanda Bynes besetzt, die jedoch vor Drehbeginn durch Alexis Bledel ersetzt wurde.